# Bezirk Gródek Jagielloński

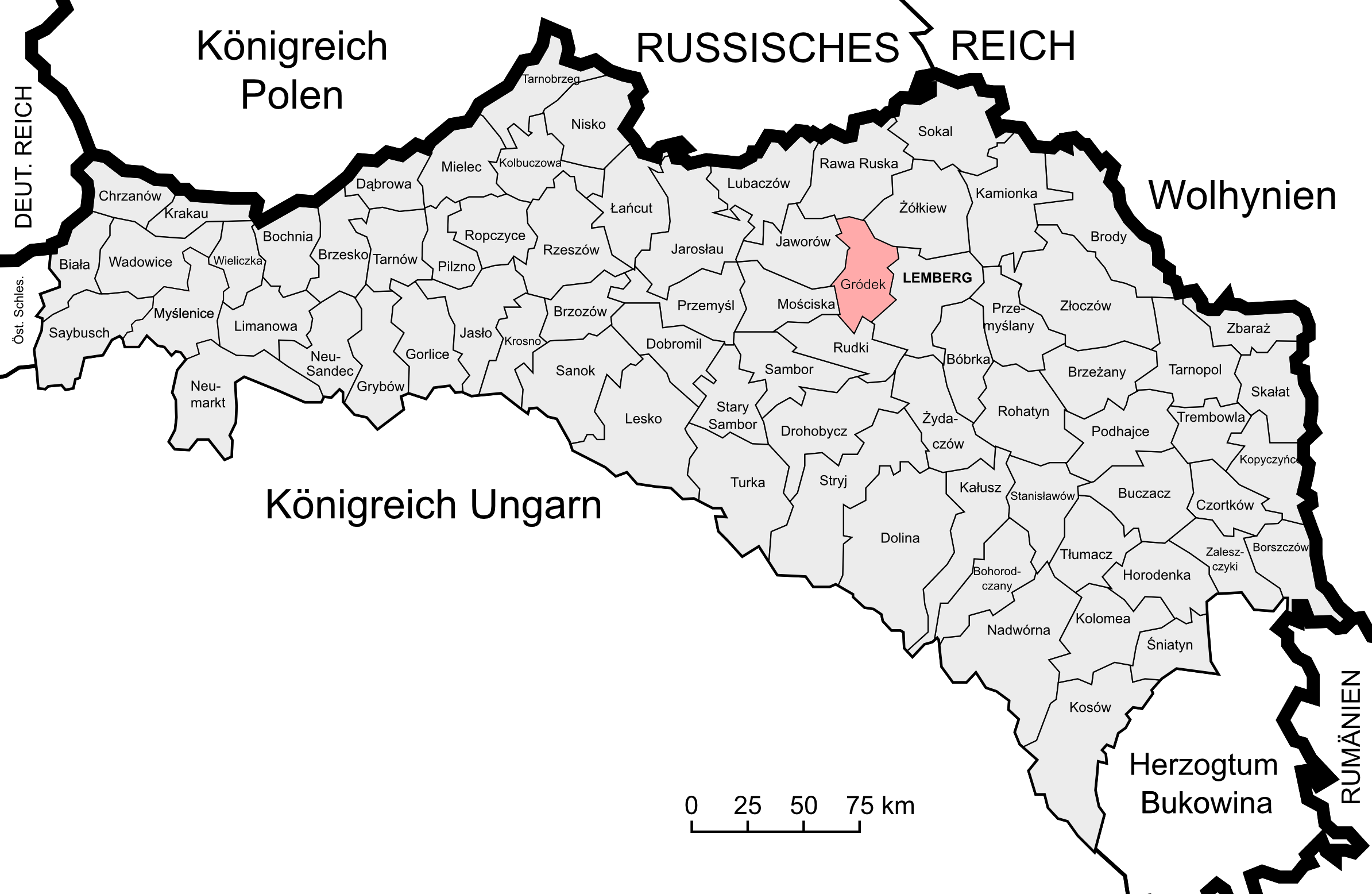
Lage des Bezirks Gródek Jagielloński im Kronland Galizien und Lodomerien

Der Bezirk Gródek Jagielloński (bis 1906 Bezirk Gródek) war ein politischer Bezirk im Kronland Galizien und Lodomerien. Sein Gebiet umfasste Teile Ostgaliziens in der heutigen Westukraine (Oblast Lwiw, Rajon Horodok sowie Rajon Jaworiw und Rajon Pustomyty). Sitz der Bezirkshauptmannschaft war die Stadt Gródek Jagielloński. Im November 1918 war der Bezirk nach dem Zusammenbruch der Donaumonarchie am Ende des Ersten Weltkriegs kurzzeitig Teil der Westukrainischen Volksrepublik.
Er grenzte im Norden an den Bezirk Rawa Ruska, im Nordosten an den Bezirk Żółkiew, im Osten an den Bezirk Lemberg, im Süden an den Bezirk Rudki, im Westen an den Bezirk Mościska sowie im Nordwesten an den Bezirk Jaworów.

## Geschichte
Ein Vorläufer des späteren Bezirks (Verwaltungs- und Justizbehörde zugleich) wurde zum Ende des Jahres 1850 geschaffen, die Bezirkshauptmannschaft Grodek war dem Regierungsgebiet Lemberg unterstellt und umfasste folgende Gerichtsbezirke:
- Gerichtsbezirk Grodek
- Gerichtsbezirk Komarno
- Gerichtsbezirk Janow

Nach der Kundmachung im Jahre 1854 kam es am 29. September 1855 zur Einrichtung des Bezirksamtes Gródek (weiterhin für Verwaltung und Gerichtsbarkeit zuständig) innerhalb des Kreises Lemberg.
Nachdem die Kreisämter Ende Oktober 1865 abgeschafft wurden und deren Kompetenzen auf die Bezirksämter übergingen, schuf man nach dem Österreichisch-Ungarischen Ausgleich 1867 auch die Einteilung des Landes in zwei Verwaltungsgebiete ab. Zudem kam es im Zuge der Trennung der politischen von der judikativen Verwaltung zur Schaffung von getrennten Verwaltungs- und Justizbehörden. Während die gerichtliche Einteilung weitgehend unberührt blieb, fasste man Gemeinden mehrerer Gerichtsbezirke zu Verwaltungsbezirken zusammen.
Der neue politische Bezirk Gródek wurde aus folgenden Bezirken gebildet:
- Bezirk Gródek (mit 32 Gemeinden)
- Teilen des Bezirks Janów (mit 28 Gemeinden)
- Teilen des Bezirks Kulików (Gemeinden Ceperów, Markt Kukizów, Podliski, Remenów, Stroniatyn, Wisłoboki)
- Teilen des Bezirks Jaworów (Gemeinden Rzeczyczany, Hartfeld und Leśniowice)
- Teilen des Bezirks Sądowa Wisznia (Gemeinden Milatyn, Bar, Dobrzany, Putiatycze, Doliniany und Wołczuchy)
- Teilen des Bezirks Rudki (Gemeinde Uherce Nezabitowskie)

Der Bezirk Gródek Jagielloński bestand bei der Volkszählung 1910 aus 70 Gemeinden sowie 54 Gutsgebieten und umfasste eine Fläche von 887 km². Hatte die Bevölkerung 1900 noch 71.482 Menschen umfasst, so lebten hier 1910 79.592 Menschen. Auf dem Gebiet lebten dabei mehrheitlich Menschen mit ruthenischer Umgangssprache (62 %) und griechisch-katholischem Glauben, Juden machten rund 9 % der Bevölkerung aus.

## Ortschaften
Auf dem Gebiet des Bezirks bestanden 1910 Bezirksgerichte in Gródek Jagielloński und Janów, diesen waren folgende Orte zugeordnet:
Gerichtsbezirk Gródek Jagielloński:
- Artyszczów
- Bar
- Bartatów
- Bratkowice
- Brundorf
- Burgthal
- Cuniów
- Czerlany
- Dobrostany
- Dobrzany
- Doliniany
- Drozdowice
- Ebenau
- Stadt Gródek Jagielloński
- Haliczanów
- Hartfeld
- Kamienobród
- Kiernica
- Kosowiec
- Leśniowice
- Lubień Mały
- Lubień Wielki
- Małkowice
- Milatyn
- Neuhof
- Obroszyn
- Porzecze Lubieńskie
- Powitno
- Putiatycze
- Rodatycze
- Rzeczyczany
- Stawczany
- Stodółki
- Stronna
- Uherce Niezabitowskie
- Vorderberg
- Weißenberg
- Wola Dobrostańska (Wolycia)
- Wołczuchy
- Zaszkowice
- Zawidowice
- Zuszyce

Gerichtsbezirk Janów:
- Dąbrowica
- Domażyr
- Jamelna
- Markt Janów
- Jaśniska
- Karaczynów
- Lelechówka
- Łozina
- Majdan
- Malczyce
- Mszana
- Ottenhausen
- Porzecze Janowskie
- Rokitno
- Rottenhan
- Schönthal
- Stawki
- Stradcz
- Suchowola
- Walddorf
- Wereszyca
- Wielkopole
- Wiszenka
- Wroców
- Zalesie
- Załuże
- Zielów
- Żorniska